# Frenois (Belgique)
Pour les articles homonymes, voir Frenois.
Frenois est un hameau de la ville et commune belge de Chiny situé en Région wallonne dans la province de Luxembourg.
Avant la fusion des communes de 1977, Frenois faisait partie de la commune de Termes.

## Situation
Frenois est un hameau gaumais traversé par la route nationale 83 Florenville-Arlon entre les villages de Jamoigne et Tintigny. Il se situe à environ 1 km au sud de la vallée de la Semois et avoisine aussi les villages de Termes, Prouvy et Saint-Vincent.

## Patrimoine
- Le calvaire de Frenois dédié à Notre-Dame de Luxembourg a été érigé après l'épidémie de peste du XVIIe siècle[1]. Il est repris sur la liste du patrimoine immobilier classé de Chiny depuis 1982
- Le lavoir et les deux bacs extérieurs sont repris sur la liste du patrimoine immobilier classé de Chiny depuis 1983. Le lavoir se trouve au bord de la route nationale 83 appelée localement rue d'Arlon.

## Tourisme
L'ancien moulin à eau de Frenois est devenu un hôtel restaurant.